# 빌라에스텐세
빌라에스텐세(이탈리아어: Villa Estense)는 이탈리아 베네토주 파도바도에 있는 코무네(기초 자치체)로 베네치아에서 남서쪽으로 약 60 킬로미터 (37 mi), 파도바에서 남서쪽으로 약 30 킬로미터 (19 mi)에 위치한다.